# SN 2006cq
SN 2006cq – supernowa typu Ia odkryta 29 maja 2006 roku w galaktyce IC4239. W momencie odkrycia miała maksymalną jasność 17,30m.